# بارشاتاتار

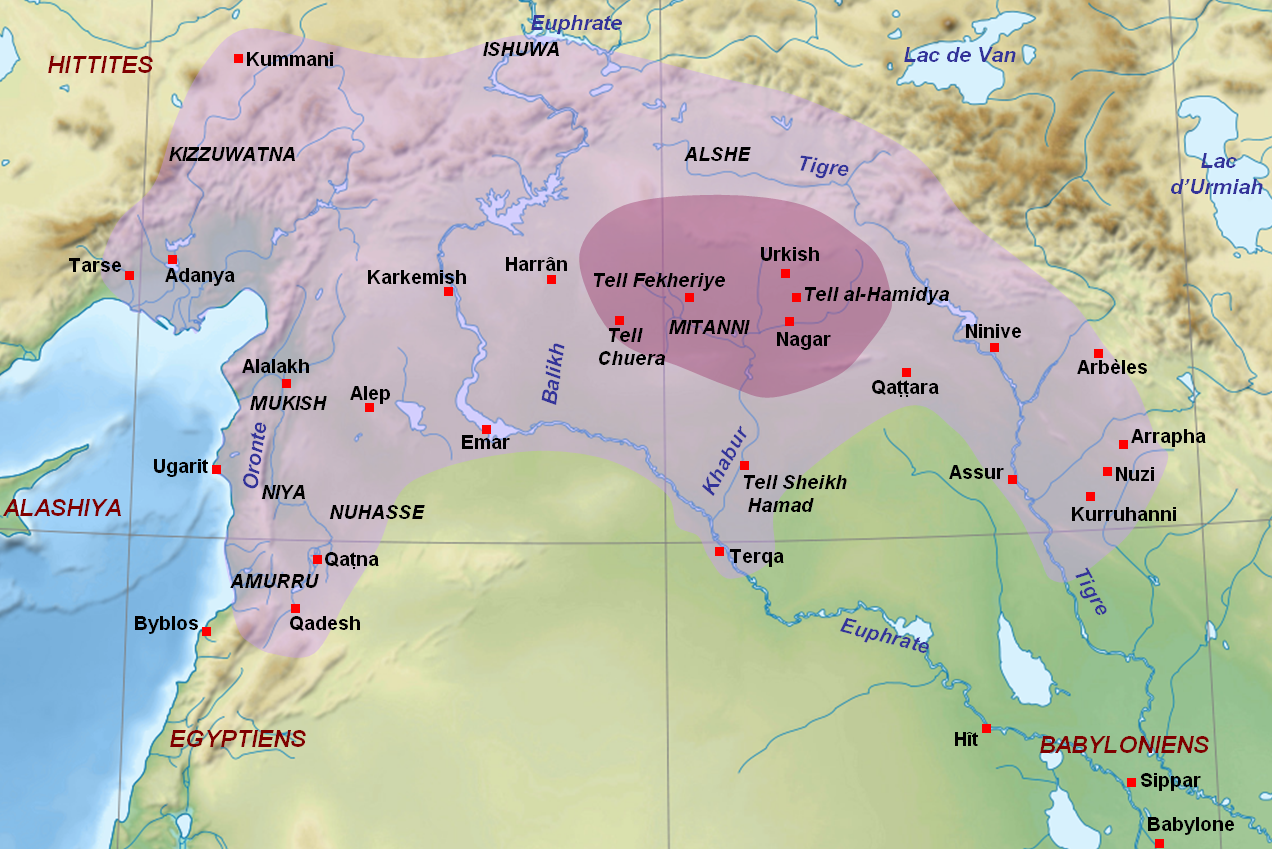
خريطة مملكة ميتاني. من المحتمل أن تكون حدود ميتاني قد توسعت إلى هذا الحد في عهد بارشاتاتار

كان بارشاتاتار (بالإنجليزية: Parshatatar) (والمعروف أيضا باسم بارشاتار (بالإنجليزية: Paršatar) أو باسم باراتارنا (بالإنجليزية: Baratarna) أو (بالإنجليزية: Barattarna) (بالإنجليزية: Parattarna)) ملك مملكة ميتاني الحورية في بلاد الرافدين في القرن الخامس عشر قبل الميلاد بين حوالي 1510 و 1490 قبل الميلاد.
يُعرف القليل جدًا عنه نظرا لندرة السجلات والمصادر عنه. معظم المعلومات التي لدينا عن المملكة، وخاصة تاريخها المبكر وملوكها تأتي من سجلات مصدرها خارج المملكة. يمكن استنتاج تواريخ الملوك من خلال مقارنة التسلسل الزمني لميتاني والدول الأخرى، وخاصة مصر القديمة. تم العثور على المعلومات عن بارشاتاتار في سيرة إدريمي من ألالاخ. احتل بارشاتاتار المنطقة وجعل إدريمي تابعًا له وأصبح إدريمي ملكًا على حلب. امتدت ميتاني في عصره على الأرجح حتى أررابخا في الشرق وتيرقا في الجنوب وكيزواتنا في الغرب. قد يكون بارشاتاتار ملك ميتاني الذي التقى به الفرعون المصري تحتمس الأول عند نهر الفرات خلال حملة في أول عهد حكمه“ (حوالي 1493 قبل الميلاد). تم ذكر معلومات متعلقة بوفاته في سجل من نوزي مؤرخ بوفاة الملك بارشاتاتار حوالي عام 1420 قبل الميلاد.